# Angelina Jolie

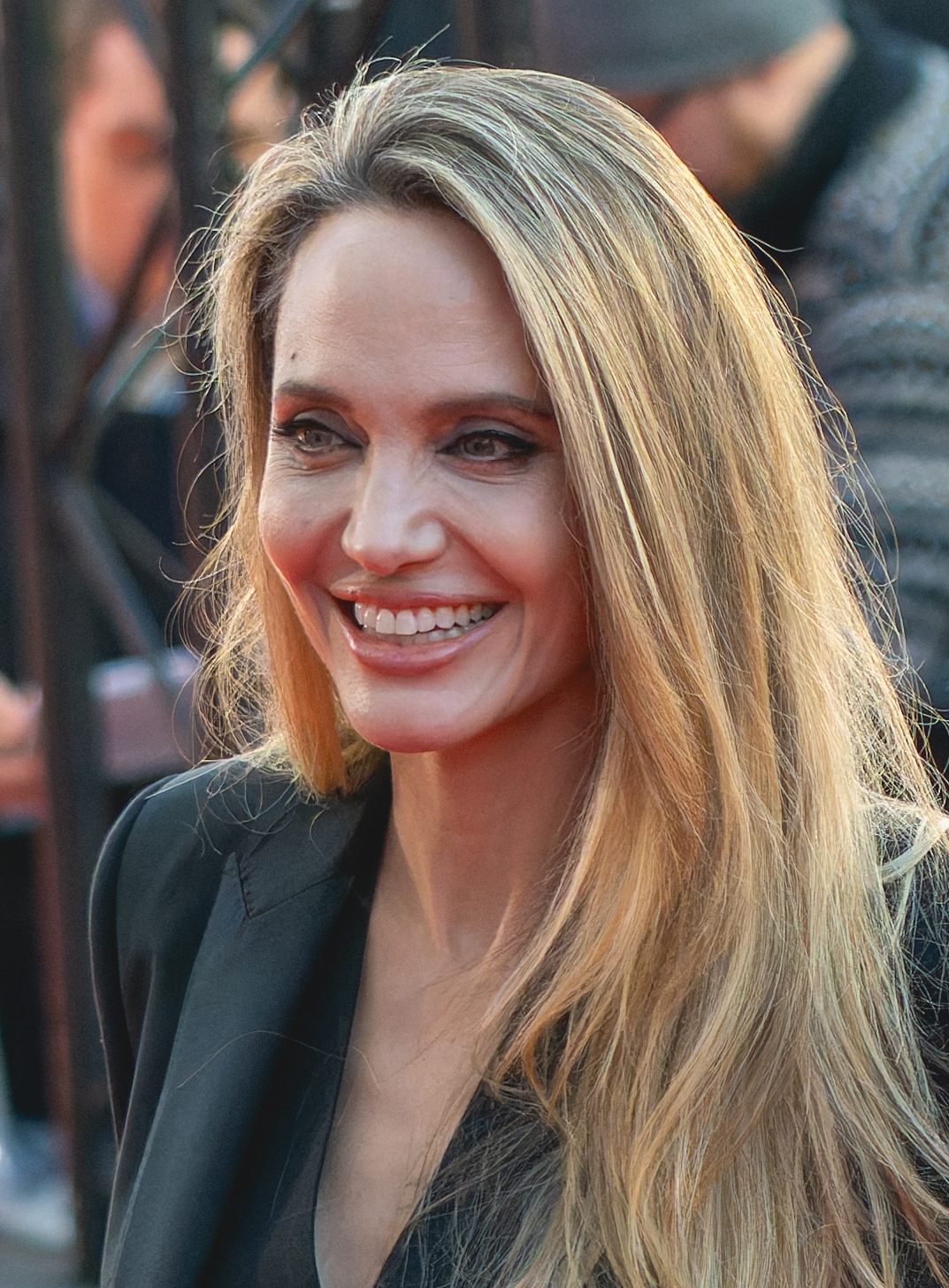
Angelina Jolie (2024)

Angelina Jolie [ænd͡ʒəˌlina d͡ʒoʊ̯ˈli:], DCMG (* 4. Juni 1975 als Angelina Jolie Voight in Los Angeles, Kalifornien) ist eine US-amerikanische Schauspielerin, Filmregisseurin, Filmproduzentin und Drehbuchautorin. Seit 2005 besitzt sie auch die kambodschanische Staatsbürgerschaft. Während ihrer Ehe mit Brad Pitt trug sie den Namen Angelina Jolie Pitt.
Sie wurde mit der Darstellung der Videospielheldin Lara Croft in Lara Croft: Tomb Raider (2001) international bekannt. Weitere kommerzielle Erfolge hatte sie mit den Filmen Mr. & Mrs. Smith (2005), Wanted (2008), Salt (2010) und Maleficent – Die dunkle Fee (2014). Für ihre schauspielerischen Leistungen erhielt Jolie drei Golden Globes, zwei Screen Actors Guild Awards und für ihre Rolle einer psychisch Kranken in dem Film Durchgeknallt (1999) einen Oscar als beste Nebendarstellerin. Mit dem Kriegsdrama In the Land of Blood and Honey gab Jolie 2011 ihr Debüt als Spielfilmregisseurin und Drehbuchautorin.
Von 2012 bis 2022 war sie Sondergesandte des UN-Flüchtlingshochkommissars Filippo Grandi.

## Frühe Jahre

### Herkunft
Angelina Jolie wurde 1975 in Los Angeles als Tochter der Schauspieler Jon Voight und Marcheline Bertrand geboren. Sie ist die jüngere Schwester des Schauspielers James Haven und die Nichte des Songwriters Chip Taylor. Ihre Taufpaten sind die Schauspieler Jacqueline Bisset und Maximilian Schell. Jolie hat deutsche und slowakische Vorfahren väterlicherseits sowie frankokanadische, niederländische, deutsche und nach eigenen Angaben irokesische Vorfahren mütterlicherseits. Letzteres wurde von Jon Voight in einem Interview allerdings bestritten. Die irokesische Abstammung Bertrands sei erfunden worden, um ihr aus Karrieregründen ein exotisches Image zu verleihen. Ein Urgroßelternpaar Jolies stammt aus Büren in Westfalen, ein anderes aus dem slowakischen Košice. Durch ihre Großmutter ist sie eine Verwandte des ehemaligen niederländischen Premierministers Wim Kok und des Gründers des Internationalen Museums für Familiengeschichte im niederländischen Eijsden, in dem Einzelheiten über ihre Vorfahren zu sehen sind.

### Kindheit
Jolie wurde am 4. Juni 1975 in Los Angeles geboren. Ihre Eltern, die am 12. Dezember 1971 geheiratet hatten, trennten sich 1976. Bertrand reichte 1978 die Scheidung ein, die am 14. April 1980 rechtskräftig wurde. Nach der Trennung ihrer Eltern wuchs Jolie zusammen mit ihrem Bruder bei ihrer Mutter auf, die ihre eigenen Schauspielambitionen aufgab und mit den Kindern und ihrem neuen Lebensgefährten Bill Day nach Palisades in den US-Bundesstaat New York zog, wo Jolie im Nachbarort Tappan die William O. Schaefer Elementary School besuchte. Zeit mit ihrem Vater verbrachte Jolie daraufhin meist nur während der Schulferien oder wenn er sie und ihren Bruder zu Dreharbeiten mitnahm. Jolie erklärte später, dass nicht ihr berühmter Vater, der 1979 für seine Rolle in dem Film Coming Home – Sie kehren heim (1978) den Oscar als bester Hauptdarsteller gewann, ihr Interesse an der Schauspielerei geweckt habe, sondern die regelmäßigen Kino- und Theaterbesuche mit ihrer Mutter und ihrem Bruder während ihrer Kindheit.

### Schulzeit
Als Jolie elf Jahre alt war, zog die Familie zurück nach Los Angeles. Dort besuchte sie bis 1989 die El Rodeo Elementary School im Stadtteil Beverly Hills.
In ihrer Zeit an der Beverly Hills High School fühlte sie sich oftmals isoliert unter ihren Mitschülern, die größtenteils aus wohlhabenden Familien stammten, während ihre Mutter mit einem bescheidenen Einkommen auskommen musste. Jolie trug Kleidung aus Secondhand-Läden und wurde von anderen Schülern auf Grund ihrer ausgeprägten Gesichtszüge und äußerst schlanken Erscheinung geneckt. Mit wachsender Unzufriedenheit durchlebte sie in ihrer Jugend eine Phase autoaggressiven Verhaltens; sie beschrieb dies später mit den Worten: „Ich sammelte Messer und hatte immer bestimmte Dinge um mich. Aus irgendeinem Grund war das Ritual, mich selbst zu schneiden und die Schmerzen zu spüren, vielleicht sich lebendig zu fühlen und ein Gefühl der Befreiung zu verspüren, irgendwie therapeutisch für mich.“ Später blickte Jolie auf diese Phase ihres Lebens mit der Bemerkung zurück: „Im Herzen bin ich noch immer nur ein Punk-Kid mit Tattoos.“

### Erster Schauspielunterricht
Neben der Schule nahm Jolie Schauspielunterricht am Lee Strasberg Theatre and Film Institute, an dem sie zwei Jahre lang das Method Acting erlernte und in mehreren Bühnenproduktionen auftrat. Mit 14 Jahren erhielt sie einen Vertrag als Fotomodell bei der Agentur Finesse Model Management; ihre Versuche, in diesem Geschäft Fuß zu fassen, blieben jedoch ohne nennenswerten Erfolg.
Mit 16 Jahren machte Jolie im Rahmen eines eigenverantwortlichen Lernprogramms vorzeitig ihren Schulabschluss und mietete sich ein eigenes Apartment in der Nähe der Wohnung ihrer Mutter. Sie dachte einige Zeit darüber nach, Bestattungsunternehmerin zu werden, nachdem ihr Großvater gestorben war, entschied sich aber letztlich doch für die Schauspielerei.

## Karriere

### Karrierebeginn (1980 bis 1997)
In Zwei in der Tinte stand Jolie gemeinsam mit ihren Eltern zum ersten Mal für einen Film vor der Kamera. Während ihr Vater in der Komödie an der Seite von Ann-Margret die männliche Hauptrolle spielte, waren Jolie und ihre Mutter in kleineren Nebenrollen zu sehen. Voight beschrieb das Verhalten seiner damals fünfjährigen Tochter während der Dreharbeiten im Jahr 1980 als „gelangweilt“. „Sie war nicht gerade begeistert, mitzuwirken. Aber sie hat uns die Schau gestohlen, weil sie so ehrlich und echt war.“
Ihre ersten professionellen Engagements als Schauspielerin erhielt Jolie in den Musikvideos zu Lenny Kravitz’ Stand by My Woman, Antonello Vendittis Alta Marea (beide 1991), The Lemonheads’ It’s About Time und Meat Loafs Rock and Roll Dreams Come Through (beide 1993). Außerdem stand sie für fünf Studentenfilme ihres Bruders vor der Kamera, als dieser die USC School of Cinematic Arts in Los Angeles besuchte. Sie spielte auch in den Kurzfilmen Angela & Viril sowie Alice & Viril (beide 1993) von Regisseur Steven Shainberg mit.
In dem darauf folgenden Low-Budget-Film Cyborg 2 (1993) verkörperte sie einen menschenähnlichen Roboter, der darauf programmiert ist, sich mit Verführungskünsten den Weg ins Hauptquartier des Feindes zu bahnen und dort zu explodieren. Jolie über den Film: „Nachdem ich ihn gesehen hatte, ging ich nach Hause und musste mich übergeben.“ Die New York Times schrieb jedoch über ihre Darstellung: „Auch wenn sich ihr Schauspiel in Cyborg 2 noch in seiner Versuch-und-Irrtum-Phase befand, enthielt es bereits die Saat ihrer heutigen Darstellungsweise. Bereits als Teenager […] wusste Jolie, die Leinwand mit ihrer Präsenz auszufüllen.“
Nach einer Rolle in dem Thriller Without Evidence (1995) spielte Jolie an der Seite von Jonny Lee Miller und Matthew Lillard die Hackerin Kate „Acid Burn“ Libby in dem Spielfilm Hackers – Im Netz des FBI (1995). Die New York Times schrieb: „Kate (Angelina Jolie) fällt auf. Sie zieht ein noch mürrischeres Gesicht als die übrigen Darsteller und sie ist diese seltene Hackerin, die bewusst in einem durchsichtigen Top an ihrer Tastatur sitzt. Trotz ihres verdrießlichen Auftretens, und das ist alles, was die Rolle erfordert, hat Frau Jolie das süße engelhafte Aussehen ihres Vaters Jon Voight geerbt.“FILM REVIEW; Those Wacky Teen-Agers and Their Crazy Fads. In: New York Times. 15. September 1995, abgerufen am 22. Juli 2024 (englisch). Der Film spielte keinen Gewinn ein, entwickelte sich aber zu einem Kulthit, nachdem er auf Video erschienen war.
In der Komödie Liebe und andere … (1996), einer modernen Adaption von Romeo und Julia unter zwei rivalisierenden italienischen Restauranteigentümern in der New Yorker Bronx, trat sie in der Rolle der Gina Malacici vor die Kamera. Im Roadmovie Nichts als Trouble mit den Frauen (1996) spielte sie den Teenager Eleanor Rigby, der sich in Danny Aiellos Filmfigur verliebt, während dieser versucht, ihre Mutter (Anne Archer) zu erobern. Im Jahr 1996 erschien sie außerdem in dem Film Foxfire als Margret „Legs“ Sadovsky, eines von fünf Mädchen, die einen ungewöhnlichen Bund eingehen, nachdem sie einen Lehrer zusammengeschlagen haben, der sie sexuell belästigt hatte. Die Los Angeles Times schrieb über Jolies Leistung: „Es bedurfte einer Menge, diese Figur zu entwickeln, aber Jolie, Jon Voights umwerfende Tochter, hat die Präsenz, das Stereotyp zu überwinden. Obwohl die Geschichte von Maddy erzählt wird, ist Legs das Thema und der Katalysator.“
1997 spielte Jolie zusammen mit David Duchovny in dem Thriller Playing God. Der Film erzählt die Geschichte eines Chirurgen, der seine Approbation verliert und tief in die kriminelle Unterwelt hineingezogen wird, wo er Jolies Figur Claire trifft. Der Film fand bei den Kritikern wenig Beifall, sodass Roger Ebert zu erklären versuchte: „Angelina Jolie findet eine gewisse Wärme in einer Rolle, die normalerweise hart und aggressiv ist; sie erscheint zu nett, um die Freundin eines Verbrechers zu sein, und vielleicht ist sie es auch.“ Danach wirkte sie in dem Fernsehfilm True Women (1997) mit, einem historisch-romantischen Drama im Wilden Westen, basierend auf dem gleichnamigen Roman von Janice Woods Windle. Im selben Jahr spielte sie außerdem eine Stripperin in dem Musikvideo der Rolling Stones zu Anybody Seen My Baby?

### Schauspielerischer Durchbruch (1998–2000)
Jolies Karriere erhielt Auftrieb, als sie 1998 für ihre Rolle in der Filmbiografie Wallace mit dem Golden Globe als Beste Nebendarstellerin in einem Fernsehfilm ausgezeichnet wurde und eine Nominierung für den Emmy erhielt. Unter der Regie von John Frankenheimer sowie an der Seite von Gary Sinise und Mare Winningham verkörperte Jolie in dem Film Cornelia Wallace, die zweite Ehefrau von George Wallace, seinerzeit Gouverneur von Alabama und Anhänger der Rassentrennung, der angeschossen und querschnittsgelähmt wurde, als er für die US-amerikanische Präsidentschaft kandidierte.
1998 spielte Jolie im HBO-Projekt Gia – Preis der Schönheit, einem Fernsehfilm über das Leben des lesbischen Supermodels Gia Carangi mit. Der Film beschreibt eine Welt von Sex und Drogen sowie Carangis emotionalen Niedergang und ihren Tod durch AIDS. Vanessa Vance von Reel.com schrieb: „Angelina Jolie erntete große Anerkennung für ihre Rolle als Gia, und es ist leicht zu verstehen warum. Jolie ist ergreifend in ihrer Darstellung, die den Film mit Nerv, Charme und Verzweiflung füllt, und ihre Rolle ist möglicherweise das schönste Wrack, das jemals gefilmt wurde.“ Jolie gewann ihren zweiten Golden Globe und erhielt erneut eine Nominierung für den Emmy, außerdem ihren ersten Screen Actors Guild Award. Jolie zog es in ihren Anfangsjahren häufig vor, entsprechend Lee Strasbergs Method Acting auch in Drehpausen vollkommen in ihrer Rolle zu bleiben. Während der Dreharbeiten zu Gia erklärte sie ihrem damaligen Ehemann Jonny Lee Miller, sie sei nicht in der Lage, ihn anzurufen. „Ich sagte ihm: ‚Ich bin allein; ich sterbe; ich bin lesbisch; ich werde dich in den nächsten Wochen nicht sehen.‘“
Nach Gia zog Jolie kurzzeitig nach New York, da sie das Gefühl hatte, sie habe „nichts mehr zu geben.“ Sie schrieb sich an der New York University ein, um Film zu studieren, und besuchte Kurse für Drehbuchautoren. Später beschrieb sie diese Zeit als „einfach gut, um mich selbst zu finden.“ 1998 kehrte sie als Gloria McNeary in dem Gangsterfilm Hell’s Kitchen – Vorhof zur Hölle auf die Leinwand zurück und trat im selben Jahr auch als junge Partygängerin Joan in dem Episodenfilm Leben und lieben in L.A. auf. Das Ensemble umfasste unter anderem Sean Connery, Gillian Anderson, Ryan Phillippe und Jon Stewart. Der Film erhielt überwiegend positive Kritiken und Jolie erntete besonderes Lob. Der San Francisco Chronicle schrieb: „Jolie, die sich durch ein überzogenes Skript kämpft, ist eine Sensation als die verzweifelte Klubgängerin, die lernen muss, was sie bereit ist, aufs Spiel zu setzen.“ Das amerikanische National Board of Review zeichnete sie als beste Nachwuchsdarstellerin aus.
1999 erschien sie neben John Cusack, Billy Bob Thornton und Cate Blanchett in Mike Newells Komödiendrama Turbulenzen – und andere Katastrophen, ein Film über die Rivalität zweier Fluglotsen. Sie spielte Thorntons verführerische Ehefrau Mary Bell, und im darauffolgenden Jahr heiratete sie Thornton auch im echten Leben. Der Film hinterließ gemischte Reaktionen, Jolies Figur wurde besonders kritisiert. Die Washington Post schrieb: „Mary (Angelina Jolie) ist eine völlig lächerliche Autorenkreation; eine Frau, die über sterbende Hibiskuspflanzen weint, eine Menge türkiser Ringe trägt und furchtbar einsam wird, wenn ihr Mann nachts nicht nach Hause kommt.“ Dann arbeitete sie mit Denzel Washington zusammen in Der Knochenjäger (1999), einer Adaption des gleichnamigen Romans von Jeffery Deaver. Sie spielte Amelia Donaghy, eine Polizeibeamtin, die vom Suizid ihres Vaters gequält wird und nur widerwillig zustimmt, dem ehemaligen Detective Rhyme zu helfen, einen Serienmörder zu jagen. Der Film spielte weltweit 151 Millionen US-Dollar ein, wurde jedoch überwiegend negativ besprochen. Die Detroit Free Press schrieb: „Jolie, auch wenn sie immer köstlich anzusehen ist, ist schlicht und einfach fehlbesetzt.“
Danach nahm Jolie die Nebenrolle Lisa Rowe in Durchgeknallt (1999) an. Der Film erzählt die Geschichte der Psychiatriepatientin Susanna Kaysen und basiert auf Kaysens Memoiren Girl, Interrupted. Das Psychodrama war ursprünglich als Comeback für die Hauptdarstellerin Winona Ryder konzipiert, wurde stattdessen aber zu Jolies endgültiger Etablierung in Hollywood.
Sie gewann ihren dritten Golden Globe, ihren zweiten Screen Actors Guild Award und den Oscar als beste Nebendarstellerin. Variety schrieb, „Jolie ist ausgezeichnet als das extravagante, unverantwortliche Mädchen, das sich letztendlich als viel entscheidender für Susannas Rehabilitation erweist als die Ärzte“ und Roger Ebert urteilte über ihre Leistung: „Jolie entwickelt sich zu einem der großen Freigeister gegenwärtiger Filme, eine lose Kanone, die dennoch tödlich ins Ziel trifft.“
Im Sommer 2000 spielte Jolie in ihrem ersten Blockbuster, Nur noch 60 Sekunden die Rolle der Sarah „Sway“ Wayland, die Ex-Freundin eines Autodiebs, der von Nicolas Cage verkörpert wird. Die Rolle war verhältnismäßig klein und die Washington Post kritisierte: „Alles was sie in diesem Film tut, ist herumstehen, sich abkühlen und ihre fleischigen, pulsierenden Muskelröhren zur Schau stellen, die so provozierend um ihre Zähne herum nisten.“ Sie erklärte später, der Film sei für sie nach der anstrengenden Rolle in Durchgeknallt eine willkommene Abwechslung gewesen – und es wurde zunächst ihr kommerziell erfolgreichster Film mit einem internationalen Einspielergebnis von 237 Millionen US-Dollar.

### Internationaler Erfolg (seit 2001)
Obwohl Jolie nach dem Oscargewinn für ihre schauspielerischen Fähigkeiten bekannt war, hatten ihre Filme bis dahin selten ein breites Publikum erreicht, doch Lara Croft: Tomb Raider (2001) machte sie zu einem internationalen Superstar. Die Titelrolle des bekannten Videospiels verlangte von ihr einen britischen Akzent und ein umfassendes Martial-Arts-Training. Sie erhielt große Anerkennung für ihre Darbietung, der Film wurde jedoch allgemein negativ aufgenommen.
Das Slant Magazine schrieb: „Angelina Jolie wurde geboren, um Lara Croft zu spielen, aber Regisseur Simon West erlaubt ihr nur einen Ausflug in ein billiges Computerspiel.“ Der Film wurde trotzdem zu einem großen internationalen Erfolg, er spielte weltweit 275 Millionen US-Dollar ein und begründete Jolies Reputation als weiblicher Action-Star.
Anschließend erschien Jolie als Katalogbraut Julia Russell neben Antonio Banderas in Original Sin (2001), einem auf Cornell Woolrichs Roman Waltz into Darkness basierenden Thriller. Der Film fiel bei der Kritik weitgehend durch und die New York Times bemerkte: „Die Geschichte sinkt steiler in sich zusammen als Frau Jolies gewagtes Dekolleté.“
2002 spielte sie Lanie Kerrigan in Leben oder so ähnlich, einem Film über eine ehrgeizige Fernsehreporterin, der prophezeit wird, binnen einer Woche zu sterben. Der Film erhielt negative Kritiken, auch wenn Jolies Spiel häufig positiv hervorgehoben wurde. Paul Clinton von CNN urteilte: „Jolie ist ausgezeichnet in ihrer Rolle. Trotz eines teilweise lächerlichen Plots in der Mitte des Films ist die Oscar-gekrönte Schauspielerin äußerst glaubhaft in ihrer Selbstfindung um die wahre Bedeutung eines erfüllten Lebens.“
Jolie kehrte 2003 in ihrer Rolle als Lara Croft in Lara Croft: Tomb Raider – Die Wiege des Lebens zurück. Die Fortsetzung erwies sich als weniger erfolgreich als der erste Teil, spielte aber dennoch 157 Millionen US-Dollar an den internationalen Kinokassen ein. Im selben Jahr trat sie außerdem in Jenseits aller Grenzen auf, einem Film über humanitäre Hilfe in Afrika. Der Film fiel bei Kritikern und Publikum durch und Jolie wurde für die Goldene Himbeere als schlechteste Schauspielerin nominiert.
Die Los Angeles Times schrieb: „Jolie kann Lebhaftigkeit und Glaubwürdigkeit in Figuren bringen, die eine für sie nachvollziehbare Realität haben, wie sie es in ihrer Oscar-Rolle in ‚Durchgeknallt‘ bewies. Sie kann auch bekannte Cartoons spielen, was sie in den Lara-Croft-Filmen zeigte. Aber der Limbo eines gespaltenen Charakters, einer schlecht geschriebenen Figur in einer von Fliegen befallenen und mit Blut und Eingeweiden übersäten Welt, besiegt sie völlig.“ Weiterhin war sie im Musikvideo zu Did My Time der Band Korn zu sehen.

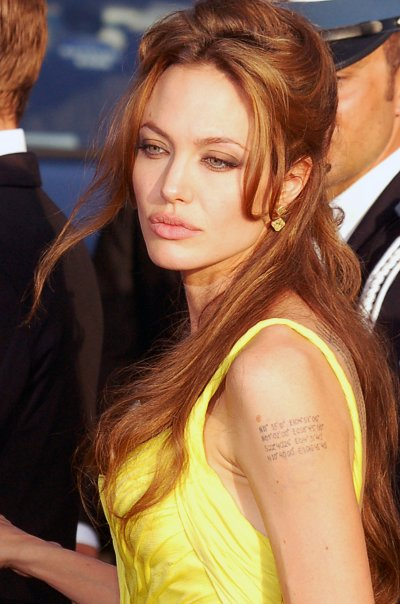
Jolie (2007)

2004 war Jolie zusammen mit Ethan Hawke und Kiefer Sutherland in dem Thriller Taking Lives auf der Leinwand zu sehen. Sie spielte Illeana Scott, eine FBI-Profilerin, die die Polizei in Montreal dabei unterstützen soll, einen Serienmörder zu überführen. Der Film stieß auf gemischte Reaktionen und brachte ihr eine zweite Himbeeren-Nominierung ein. Der Hollywood Reporter schrieb: „Angelina Jolie spielt eine Rolle, die sich wie etwas anfühlt, das sie schon einmal getan hat, aber sie fügt einen unverkennbaren Schuss von Aufregung und Glamour hinzu.“
Jolie lieferte die Stimme für Lola, einem Fisch im DreamWorks SKG Animationsfilm Große Haie – Kleine Fische (2004); weitere Rollen wurden von Will Smith, Martin Scorsese, Renée Zellweger, Jack Black und Robert De Niro gesprochen. Jolie übernahm 2004 auch einen kurzen Gastauftritt als Franky in Sky Captain and the World of Tomorrow neben Jude Law, einem Science-Fiction-Film, der komplett vor einem Bluescreen gedreht wurde und bei dem fast alle Sets und Requisiten in der Nachbearbeitung computergeneriert eingefügt wurden.
Jolie spielte außerdem Olympias in Alexander (2004), Oliver Stones Filmbiographie über das Leben von Alexander dem Großen. Der Film fiel in den Vereinigten Staaten durch, was Stone mit der Darstellung von Alexander als homosexuell in Verbindung brachte, außerhalb Nordamerikas spielte er jedoch 133 Millionen US-Dollar ein.
Newsday schrieb über Jolies Leistung: „Jolie ist die Einzige im gesamten Film, die Spaß mit ihrer Rolle zu haben scheint, und man vermisst sie jedes Mal, wenn sie nicht auf der Leinwand zu sehen ist.“
Jolies einziger Film aus dem Jahr 2005, Doug Limans Actionkomödie Mr. & Mrs. Smith, wurde ihr größter kommerzieller Erfolg. Der Film erzählt eine Geschichte von gelangweilten Eheleuten, die herausfinden, dass sie beide ein Doppelleben als Profikiller führen. Jolie spielte die Agentin Jane Smith neben Brad Pitt. Der Film wurde überwiegend positiv aufgenommen und besonders die gute Chemie zwischen den beiden Hauptdarstellern hervorgehoben.
Die Star Tribune erklärte: „Während die Geschichte willkürlich erscheint, lebt der Film von seinem geselligen Charme, der galoppierenden Energie und der thermonuklearen Chemie zwischen den beiden Stars.“ Der Film spielte weltweit über 478 Millionen US-Dollar ein und wurde zu einem der größten Erfolge des Kinojahres.
In dem folgenden Jahr übernahm Jolie neben Matt Damon eine Nebenrolle in Robert De Niros Der gute Hirte, einem Film über die frühe Geschichte der CIA, erzählt aus der Sicht von Edward Wilson. Jolie trat als Margaret Russell auf, Wilsons vernachlässigte Ehefrau, die zunehmend unter den Auswirkungen der Arbeit ihres Ehemanns leidet. Die Chicago Tribune kommentierte: „Jolie altert überzeugend im Laufe des Films und ist erfreulich unbesorgt, wie ihre spröde Figur beim Publikum ankommen könnte.“
Jolie spielte außerdem Mariane Pearl in Michael Winterbottoms Dokumentardrama Ein mutiger Weg (2007) über die Entführung und Ermordung des Wall-Street-Journal-Reporters Daniel Pearl in Pakistan. Der Film basiert auf Mariane Pearls Memoiren Ein mutiges Herz: Leben und Tod des Journalisten Daniel Pearl und hatte seine Uraufführung bei den Filmfestspielen in Cannes. Der Hollywood Reporter beschrieb Jolies Darstellung als „akkurat und bewegend, respektvoll gespielt und den schwierigen Akzent dabei fest im Griff.“ Sie erhielt für die Rolle ihre vierte Golden-Globe- und die dritte Screen-Actors-Guild-Award-Nominierung. Daneben trat sie als Grendels Mutter in einer Nebenrolle in Robert Zemeckis’ animiertem Epos Die Legende von Beowulf (2007) auf, der mit Hilfe der Motion-Capture-Technik gefilmt wurde.
Im Sommer 2008 war sie in dem Actionfilm Wanted, einer Adaption der gleichnamigen Graphic Novel von Mark Millar zu sehen sowie in dem Animationsfilm Kung Fu Panda (DreamWorks SKG) als Stimme der Tigerin zu hören. Wanted, der in Deutschland keine Jugendfreigabe erhielt, löste eine Diskussion um die Darstellung von Gewalt im Kino aus, war jedoch mit einem Einspielergebnis von 343 Millionen US-Dollar weltweit erfolgreich.

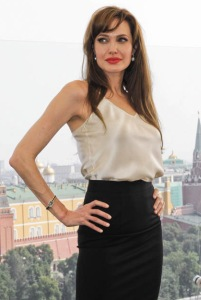
Jolie (2010)

Clint Eastwood wählte sie als Hauptdarstellerin für seinen Thriller Der fremde Sohn. Dieser Film erhielt sehr gute Kritiken und wurde 2008 bei den Filmfestspielen von Cannes gezeigt. Jolie wurde für ihre Darstellung der um ihren Sohn kämpfenden Christine Collins erstmals für den Oscar als Beste Hauptdarstellerin nominiert. 2009 begann sie mit den Dreharbeiten zu dem Action-Thriller Salt, in dem sie die Agentin Evelyn Salt spielt, die der Spionage bezichtigt wird und daraufhin eine neue Identität annehmen muss. Salt kam im Sommer 2010 in die deutschen Kinos.
Im Februar 2010 begannen die Dreharbeiten zu dem Film The Tourist, bei dem Florian Henckel von Donnersmarck Regie führte und Jolie an der Seite von Johnny Depp die Hauptrolle spielte. Der Film feierte seine Weltpremiere am 6. Dezember 2010 in New York und spielte weltweit über 278 Millionen US-Dollar an den Kinokassen ein. Sowohl Depp als auch Jolie wurden für ihre schauspielerischen Leistungen in dem Thriller für den Golden Globe Award nominiert, gingen aber bei der Verleihung am 16. Januar 2011 leer aus. Bei den Teen Choice Awards 2011 wurde Jolie für ihre Darbietung in The Tourist als beste Action-Schauspielerin ausgezeichnet.
Am 18. Juni 2012 begannen die Dreharbeiten zu Maleficent – Die dunkle Fee, in dem Jolie die titelgebende Hauptrolle spielt. Maleficent ist eine auf dem Disney-Zeichentrickklassiker Dornröschen (1959) basierende Realverfilmung, deren Weltpremiere am 7. Mai 2014 in London stattfand. In mehreren Interviews betonte Jolie, dass sie selbst Maleficent schon als Kind bewundert habe. 2019 übernahm sie diese Rolle erneut in der Fortsetzung Maleficent: Mächte der Finsternis. 2024 spielte sie die Maria Callas in dem Filmdrama Maria und erhielt dafür viel Kritikerlob sowie unter anderem eine Golden-Globe-Nominierung.

### Regie
Mit dem Dokumentarfilm A Place in Time gab Jolie 2007 ihr Regiedebüt. Der Film beschreibt das Geschehen an 27 verschiedenen Orten der Welt innerhalb einer Woche. An dem Projekt, das vor allem zur Vorführung an Schulen gedacht ist, wirkten unter anderen ihre Schauspielkollegen Jude Law, Hilary Swank, Colin Farrell und ihr Ex-Mann Jonny Lee Miller mit.
Im Herbst 2010 fanden die Dreharbeiten zu In the Land of Blood and Honey statt. Das Kriegsdrama, bei dem Jolie Regie führte und für das sie das Drehbuch schrieb, erzählt eine Liebesgeschichte während des Bosnienkrieges von 1992 bis 1995. Jolie besetzte die Rollen ausschließlich mit bosnischen, serbischen und kroatischen Schauspielern wie Zana Marjanović, Nikola Djuricko und Rade Šerbedžija, die den Krieg selbst miterlebt hatten. „[Sie] waren außergewöhnlich. Ich fühlte mich privilegiert und geehrt, mit ihnen arbeiten zu dürfen und freue mich sehr darauf, dass alle bald deren unglaubliches Talent sehen können“, sagte Jolie der Branchenzeitschrift The Hollywood Reporter.
Nachdem Gerüchte über die Filmhandlung in Umlauf gebracht worden waren, wonach der Film die Liebe einer bosnischen Frau zu ihrem serbischen Vergewaltiger thematisieren würde, rief dies scharfe Kritik und Proteste unter anderem von der bosnischen Vereinigung Women Victims of War hervor. Bosniens Kulturminister Gavrilo Grahovac entzog Jolie daraufhin vorübergehend die Drehgenehmigung für die Hauptstadt Sarajevo, weshalb große Teile des Films in Budapest gedreht wurden. Die Gerüchte sollten sich später als falsch erweisen. Der Film lief am 23. Dezember 2011 in den amerikanischen Kinos an. Er wurde als bester fremdsprachiger Film bei den Golden Globe Awards 2012 nominiert.
Im Oktober 2013 begann Jolie in Australien unter dem Titel Unbroken mit der Verfilmung der Lebensgeschichte von Louis Zamperini. Der Film, für den Ethan und Joel Coen das Drehbuch schrieben, basiert auf Laura Hillenbrands Buch Unbeugsam: eine wahre Geschichte von Widerstandskraft und Überlebenskampf aus dem Jahr 2010. Von August bis November 2014 fanden auf Malta die Dreharbeiten des Filmdramas By the Sea statt, für das sie das Drehbuch geschrieben hatte und bei dem sie die Regie und die Hauptrolle an der Seite von Brad Pitt übernahm. Es war das erste Mal seit Mr. & Ms. Smith, dass Jolie und Pitt wieder Seite an Seite vor der Kamera standen. Die Kritiken für den Film waren weitestgehend negativ.

## Humanitäres Engagement

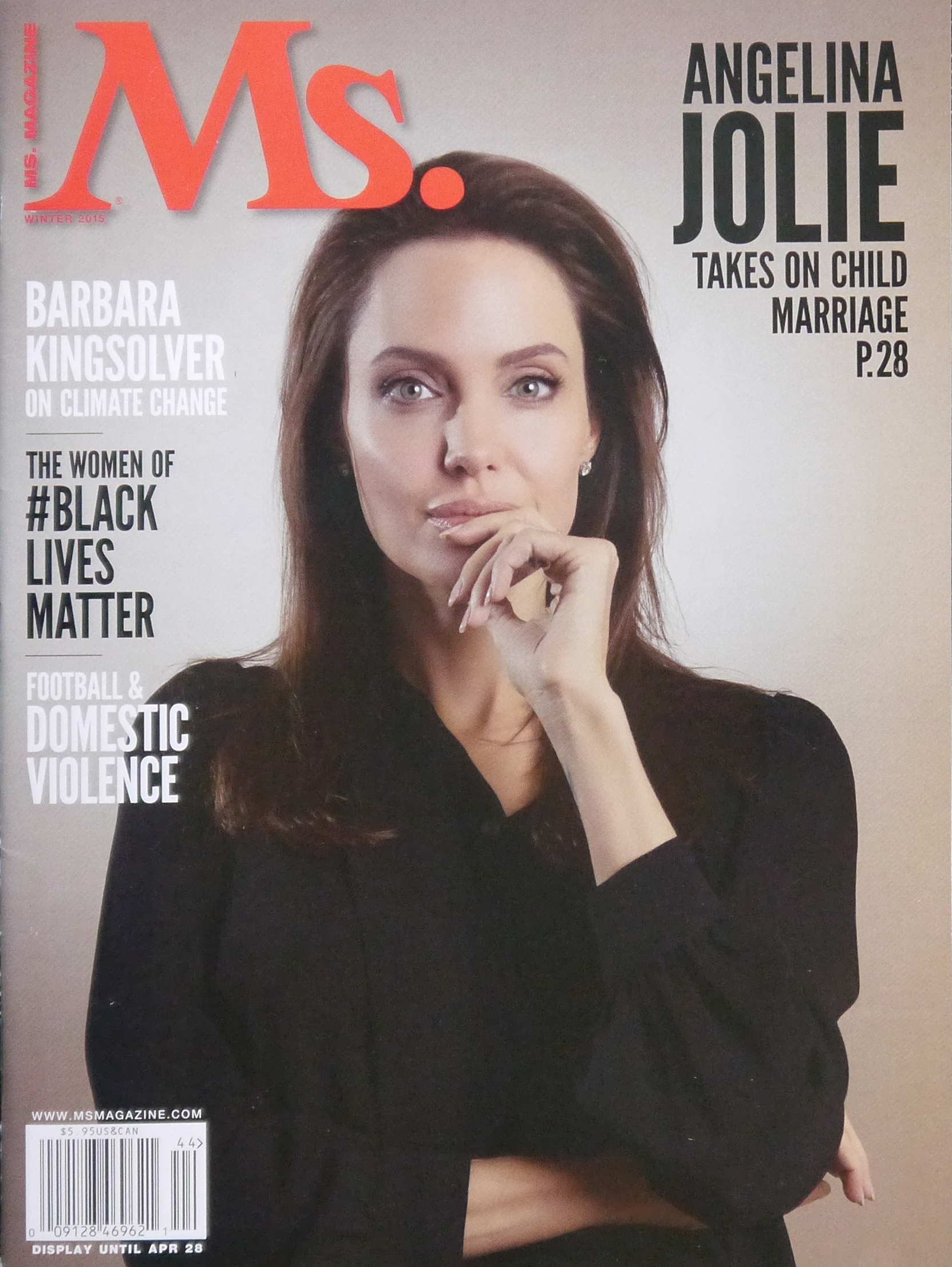
Jolie (2015)

Bei den Dreharbeiten zu Lara Croft: Tomb Raider im zu großen Teilen verminten Kambodscha kam Jolie zum ersten Mal persönlich mit konkreten humanitären Problemen in Kontakt. Sie wandte sich an das UN-Flüchtlingshilfswerk UNHCR, um weitere Informationen über internationale Krisenherde zu erhalten und stimmte in den darauf folgenden Monaten zu, verschiedene Flüchtlingslager zu besuchen.
Im Februar 2001 brach sie zu ihrer ersten Reise auf, einer achtzehntägigen Mission durch Sierra Leone und Tansania; sie berichtete später, wie schockiert sie von den Bedingungen war, die sie dort vorfand. Sie kehrte für zwei Wochen nach Kambodscha zurück und besuchte danach afghanische Flüchtlinge in Pakistan, für die sie im Rahmen eines internationalen UNHCR-Dringlichkeitsappells eine Million US-Dollar spendete. Sie bestand darauf, alle im Zusammenhang ihrer Reisen entstandenen Kosten selbst zu übernehmen, und teilte bei ihren Besuchen die spärlichen Arbeitsbedingungen und Unterbringungen mit den Helfern vor Ort.
UNHCR zeigte sich von Jolies Interesse für Flüchtlinge beeindruckt und ernannte sie am 27. August 2001 im Genfer Hauptquartier Palais des Nations zur UNHCR-Sonderbotschafterin.
In einer Pressekonferenz erklärte sie ihre Beweggründe, der Flüchtlingsorganisation beizutreten: „Wir können uns nicht vor Informationen verschließen und die Tatsache ignorieren, dass es Millionen von Menschen auf der Welt gibt, die leiden. Ich möchte helfen. Ich glaube nicht, dass ich mich dabei von anderen Menschen unterscheide. Ich denke, wir wünschen uns alle Gerechtigkeit und Gleichheit, eine Chance für ein Leben mit Bedeutung. Wir alle würden gerne daran glauben, dass uns jemand beistünde, sollten wir einmal in eine schlechte Situation geraten.“
Während ihrer ersten drei Jahre als Sonderbotschafterin konzentrierte Jolie ihre Bemühungen auf Reisen und besuchte Flüchtlinge in verschiedenen Teilen der Welt. Auf die Frage, was sie zu erreichen erhoffe, antwortete sie: „Mehr Bewusstsein über die Lage dieser Menschen zu schaffen. Ich denke, sie sollten dafür gelobt werden, was sie überlebt haben und nicht auf sie herab gesehen werden.“ 2002 besuchte Jolie das Tham Hin-Flüchtlingslager in Thailand und kolumbianische Flüchtlinge in Ecuador. Sie reiste außerdem zu UNHCR-Einrichtungen im Kosovo und stattete dem Kakuma-Flüchtlingslager in Kenia, das Vertriebene aus dem Sudan aufnahm, einen Besuch ab. Während der Dreharbeiten zu Jenseits aller Grenzen besuchte sie außerdem angolanische Flüchtlinge in Namibia. Im Film wurde das humanitäre Engagement Jolies für das UN-Flüchtlingshilfswerk UNHCR eingebunden.
2003 unternahm Jolie eine sechstägige Mission nach Tansania, wo sie Lager für kongolesische Flüchtlinge in der westlichen Grenzregion besuchte, und sie reiste für eine Woche nach Sri Lanka. Sie begab sich außerdem auf eine viertägige Mission in den Nordkaukasus in Russland und veröffentlichte zum Kinostart von Jenseits aller Grenzen im Oktober 2003 das Buch Tagebuch einer Reise – Begegnungen mit Flüchtlingen in Afrika, Kambodscha, Pakistan und Ecuador, eine Zusammenstellung von Notizen ihrer frühen Reisen (2001–2002). Bei einem privaten Aufenthalt in Jordanien im Dezember 2003 besuchte sie irakische Flüchtlinge in der jordanischen Wüste und sudanesische Flüchtlinge in Ägypten.
Angelina Jolie und Brad Pitt unterstützen die SOS-Kinderdörfer bereits seit Längerem mit größeren finanziellen Beiträgen. Dabei sorgen sie insbesondere für Darfur und Haiti. Angelina Jolie hat sich schon im Jahr 2003 ein persönliches Bild von der Situation vor Ort verschafft und die Kinder im Katastrophengebiet in Haiti, genauer gesagt im SOS-Kinderdorf Santo bei Port-au-Prince, besucht.
Auf ihrer ersten UN-Reise innerhalb der USA begab sich Jolie 2004 nach Arizona, wo sie Asylbewerber in drei Einrichtungen besuchte, und sie besichtigte in Phoenix Unterbringungen für Kinder und Jugendliche ohne Begleitung oder rechtlichen Beistand. Als Reaktion auf die sich durch den Darfur-Konflikt verschlechternde humanitäre Situation im Westen Sudans flog sie im Juni 2004 nach Tschad und inspizierte Flüchtlingslager im Grenzgebiet zu Darfur. Vier Monate später kehrte sie in die Region zurück und begab sich direkt nach West-Darfur. Jolie besuchte 2004 auch afghanische Flüchtlinge in Thailand und stattete während eines privaten Aufenthalts im Libanon zur Weihnachtszeit dem regionalen UNHCR-Büro in Beirut einen Besuch ab und traf sich dort mit jungen Flüchtlingen und Krebspatienten.
Jolie besuchte im Mai 2005 afghanische Flüchtlinge in Pakistan und traf sich mit Pakistans Präsidenten Pervez Musharraf und Premierminister Shaukat Aziz. Sie kehrte im November zusammen mit Brad Pitt nach Pakistan zurück, um die Folgen des Erdbebens in Kaschmir zu sehen. 2006 besuchten Jolie und Pitt eine vom Hip-Hop-Musiker Wyclef Jean und seiner Wohltätigkeitsorganisation Yéle Haïti unterstützte Schule in Haiti und statteten im November während der Dreharbeiten zu Ein mutiger Weg in Indien afghanischen und birmanischen Flüchtlingen in Neu-Delhi einen Besuch ab. Jolie verbrachte den ersten Weihnachtstag 2006 mit kolumbianischen Flüchtlingen in San José, Costa Rica, wo sie Geschenke verteilte und sich mit Regierungsbeamten traf.
Im Februar 2007 kehrte Jolie für eine zweitägige Mission nach Tschad zurück, um sich ein Bild von der sich verschlechternden Sicherheitslage für Flüchtlinge aus Darfur zu machen; Jolie und Pitt spendeten daraufhin eine Million US-Dollar an drei Hilfsorganisationen in Tschad und Darfur. Im August 2007 unternahm Jolie ihre erste Reise nach Syrien und in den Irak, wo sie neben irakischen Flüchtlingen auch US-Truppen traf. Sechs Monate später kehrte sie in den Irak zurück. Dabei reiste sie in die Grüne Zone nach Bagdad und traf sich unter anderem mit dem irakischen Ministerpräsidenten Dschawad al-Maliki und dem US-Oberbefehlshaber in der Region, General David Petraeus.

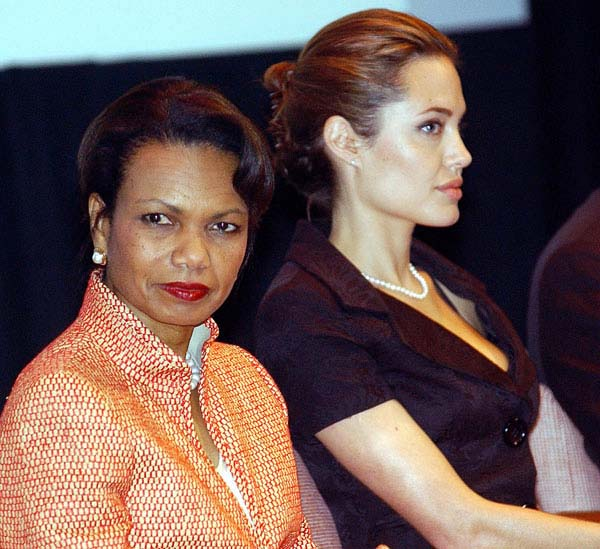
Jolie und Condoleezza Rice (2005)

Mit zunehmender Erfahrung begann Jolie humanitäre Probleme auch auf einer politischen Ebene zu thematisieren. Sie nimmt regelmäßig an den Feierlichkeiten zum Weltflüchtlingstag in Washington, D.C. teil und war 2005 und 2006 Gastrednerin auf dem Weltwirtschaftsforum in Davos. Daneben versucht sie, Einfluss auf die Gesetzgebung in Washington zu nehmen.
Sie traf sich seit 2003 mindestens zwanzig Mal mit Kongressabgeordneten und Senatoren. Sie erklärte: „Auch wenn ich es vorziehen würde, nie nach Washington kommen zu müssen, ist das der Ort, um etwas zu bewegen.“
Jolie unterstützte unter anderem ein Gesetz zum Schutz von minderjährigen Asylbewerbern und sie war im März 2005 an der Gründung einer nationalen Organisation beteiligt, die minderjährige Asylbewerber, die ohne Eltern oder Verwandte in die USA einreisen, kostenlos vor Gericht vertritt; Jolie finanzierte die Einrichtung mit einer Spende von 500.000 US-Dollar für die ersten zwei Jahre. Daneben unterstützte sie verschiedene Gesetzesvorhaben des US-Kongresses, die Entwicklungshilfe für Kinder in der Dritten Welt zu verbessern.
Neben ihren politischen Aktivitäten begann Jolie, das öffentliche Interesse an ihrer Person darauf zu verwenden, humanitäre Probleme in den Massenmedien zu platzieren. Im Mai 2005 filmte sie die MTV-Sendung, The Diary Of Angelina Jolie & Dr. Jeffrey Sachs in Africa, eine Dokumentation, die sie und den bekannten Wirtschaftswissenschaftler Jeffrey Sachs auf einer Reise nach Sauri, einer entlegenen Gruppe von Dörfern im westlichen Kenia, begleitete. Dort arbeitet Sachs’ Team des UN-Millennium-Projekts mit Einheimischen zusammen, um Armut, Hunger und Krankheiten zu beenden. Im September 2006 verkündete Jolie die Schaffung der Jolie/Pitt Foundation; die Stiftung tätigte zur Gründung zwei Spenden von jeweils einer Million US-Dollar an Global Action for Children und Ärzte ohne Grenzen.
Jolie erntete breite Anerkennung für ihre humanitäre Arbeit. 2003 war sie die erste Preisträgerin des neu geschaffenen Citizen of the World Award des Verbandes der UNO-Korrespondenten und 2005 erhielt Jolie den Global Humanitarian Award von der UNA-USA, einer amerikanischen Einrichtung zur Unterstützung der UNO.
Kambodschas König Norodom Sihamoni verlieh Jolie am 12. August 2005 die kambodschanische Staatsbürgerschaft als Dank für ihre Arbeit zur Erhaltung der Umwelt in seinem Land; sie sicherte fünf Millionen US-Dollar zu, um die Tierwelt innerhalb eines Nationalparks in der nordwestlichen Provinz Battambang zu erhalten, in der sie ein Haus besitzt. 2007 wurde Jolie Mitglied des Council on Foreign Relations und mit dem Freedom Award des International Rescue Committee ausgezeichnet.
2010 unterstützte Jolie die Initiative Ein Logo für Menschenrechte.
Im April 2012 wurde Jolie zur Ehrenbürgerin Sarajevos ernannt. In der Begründung hieß es, sie habe mit ihrem Regiedebüt In the Land of Blood and Honey dazu beigetragen, ein Stück Geschichte zu wahren und „die Prinzipien der Menschlichkeit, Demokratie, ebenso wie die Toleranz und die Solidarität von Menschen unterschiedlicher ethnischer Herkunft, Religion und kulturellem Hintergrund zu schützen.“ Am 16. November 2013 wurde Angelina Jolie bei den Governors Awards in Los Angeles mit dem Jean Hersholt Humanitarian Award („Ehrenoscar“) für ihr humanitäres Engagement unter anderem als Sondergesandte des UN-Flüchtlingshochkommissariats ausgezeichnet.

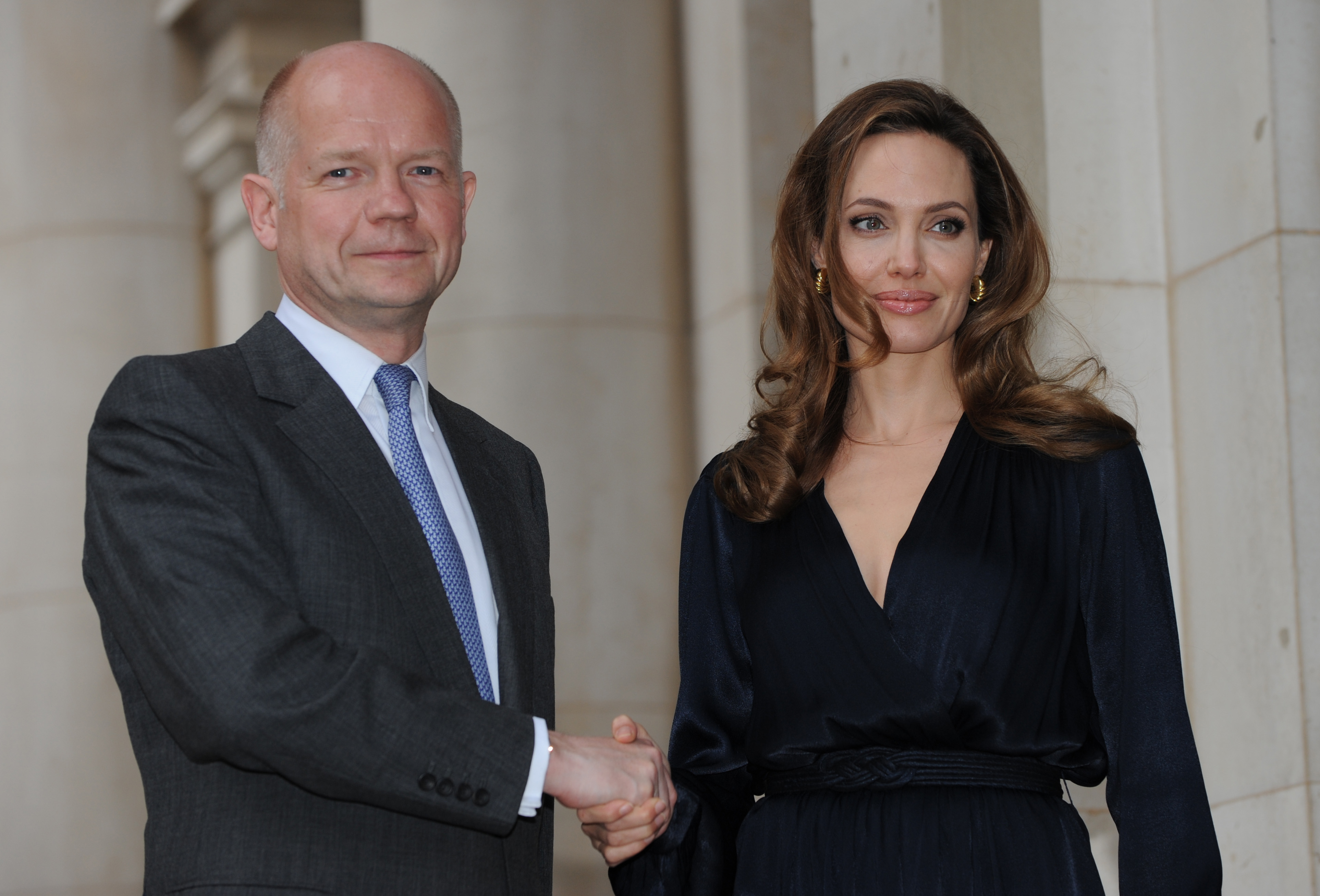
Angelina Jolie mit William Hague (2012)

Nach dem Erscheinen ihres Films In the Land of Blood and Honey führte Jolie zusammen mit dem britischen Außenminister William Hague eine zweijährige Kampagne gegen Vergewaltigung als Kriegstaktik, die im Juni 2014 mit einer Gipfelkonferenz in London abgeschlossen wurde. Ziel der Kampagne war es, die Verdrängung und Banalisierung des Themas zu beenden und die Weltgemeinschaft zum Engagement gegen sexuelle Gewalt in Konflikten aufzurufen.
Aufgrund ihres Engagements wurde Angelina Jolie 2014 von Königin Elizabeth II. mit dem Ordenszeichen Honorary Dame Commander des Most Distinguished Order of St. Michael and St. George geehrt.
Seit 2012 lässt sich Jolie von der britischen Politikerin und Menschenrechtlerin Arminka Helic und der britischen Außenpolitik-Spezialistin Chloe Dalton beraten.
Nachdem Angelina Jolie 2001–2012 Sonderbotschafterin des UNHCR war, wurde sie im April 2012 zur Sondergesandten (special envoy) des Hohen Flüchtlingskommissars der Vereinten Nationen (UNHCR) ernannt. Am 16. Dezember 2022 gab sie ihren Rücktritt vom Amt der Sondergesandten bekannt. Sie wolle aber weiter der Flüchtlingsarbeit verbunden bleiben.

## Sonstige Aktivitäten
Seit 2007 ist Jolie Mitglied des Council on Foreign Relations.

## Privatleben
Am 28. März 1996 heiratete Jolie den britischen Schauspielkollegen Jonny Lee Miller, den sie während der Dreharbeiten zu Hackers – Im Netz des FBI kennengelernt hatte. Jolie und Miller trennten sich ein Jahr später, wurden im Februar 1999 geschieden, blieben aber befreundet. Während der Dreharbeiten zu Foxfire (1996) ging Jolie eine sexuelle Beziehung mit ihrer Filmpartnerin Jenny Shimizu ein.
Als sie 2003 in einem Interview mit Barbara Walters gefragt wurde, ob sie bisexuell sei, bestätigte Jolie dies.
Am 5. Mai 2000 heiratete Jolie den 20 Jahre älteren Schauspielkollegen Billy Bob Thornton, ihren Filmpartner aus Turbulenzen – und andere Katastrophen. Am 10. März 2002 adoptierten sie einen kambodschanischen Jungen (* 5. August 2001) aus einem Waisenhaus in Phnom Penh, genannt Maddox.
Nach der Scheidung von Thornton am 27. Mai 2003 erhielt sie das alleinige Sorgerecht.

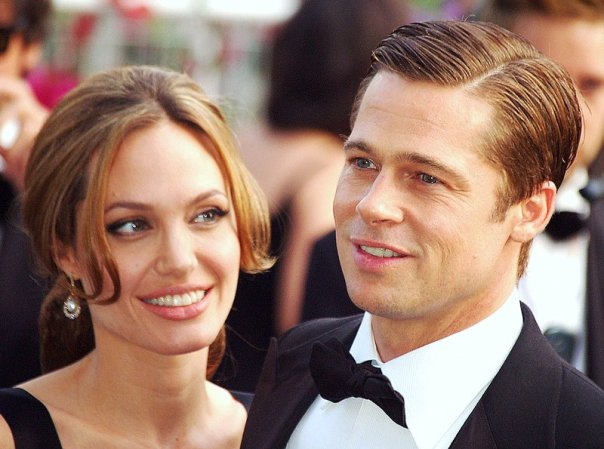
Jolie und Brad Pitt (2007)

Im Juli 2002 reichte Jolie einen Antrag auf Namensänderung ein, um Voight als Familiennamen zu streichen und ihren bürgerlichen Namen in Angelina Jolie zu ändern; die Änderung wurde am 12. September 2002 offiziell bestätigt.
Im August desselben Jahres sagte Jon Voight im US-Fernsehen, seine Tochter habe „ernste emotionale Schwierigkeiten“. Jolie erklärte 2004, sie sei nicht länger an einer Beziehung zu ihrem Vater interessiert. Sie gab an, dass sie die genauen Gründe für die Entfremdung von ihrem Vater nicht öffentlich machen wolle, aber sie glaube, es sei schädlich für sie, sich weiterhin mit ihrem Vater einzulassen, da sie gerade ein Kind adoptiert habe.

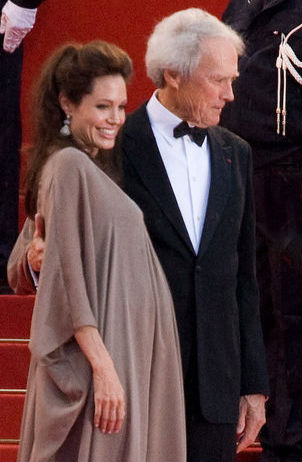
Die schwangere Jolie mit Clint Eastwood (2008)

Im Frühjahr 2005 geriet Jolie ins Visier der Boulevardpresse. Sie sei der Trennungsgrund des Schauspielerehepaares Brad Pitt und Jennifer Aniston. Die Boulevardmedien spekulierten, ob sie und Pitt während der Dreharbeiten von Mr. & Mrs. Smith eine Affäre begonnen hätten. Jolie bestritt dies in verschiedenen Interviews.
Am 6. Juli 2005 adoptierte Jolie einen verwaisten weiblichen äthiopischen Säugling aus einem Waisenhaus in Addis Abeba (* 8. Januar 2005). Nach einem Jahr intensiver Berichterstattung der Boulevardmedien, in dem sich beide – auch nach der Scheidung Pitts von Aniston im Oktober 2005 – nie zum Wesen ihrer Beziehung geäußert hatten, offenbarte Jolie am 11. Januar 2006 gegenüber der Zeitschrift People, dass sie ein Kind von Pitt erwarte. Kurz darauf wurde die von Pitt beantragte Adoption von Jolies Adoptivkindern rechtsgültig.
Die erste leibliche Tochter des Paares, Shiloh Jolie-Pitt, wurde am 27. Mai 2006 in Namibia geboren. Für die Erlaubnis zur Veröffentlichung der ersten Fotos zahlte die Zeitschrift People dem Paar 4,1 Millionen US-Dollar – den bis dahin höchsten Preis für sogenannte „Celebrity-Fotos“. Am 15. März 2007 adoptierte Jolie – wegen des vietnamesischen Adoptionsrechts zunächst allein – einen Jungen (* 29. November 2003) aus einem Waisenhaus in Ho-Chi-Minh-Stadt. Ein Jahr später wurde auch Pitts Adoption des Jungen rechtskräftig. Beim Filmfestival von Cannes im Mai 2008 bestätigte Jolie ihre Schwangerschaft mit Zwillingen. Diese wurden am 12. Juli 2008 in Nizza geboren. Die Rechte an den ersten öffentlichen Fotos der Zwillinge gingen für 14 Millionen US-Dollar erneut an die Zeitschrift People.
Am 14. Mai 2013 veröffentlichte Jolie im Op-Ed der New York Times einen Debattenbeitrag mit dem Titel My Medical Choice, in dem sie davon berichtete, dass sie sich einer beidseitigen prophylaktischen Mastektomie unterzogen habe, um ihr hohes individuelles Brustkrebsrisiko zu minimieren. Ohne Operation habe ihr Risiko, an Brustkrebs zu erkranken, aufgrund einer Mutation im BRCA1-Gen 87 % betragen.
Ihr Risiko eines Eierstockkrebses sei auf 50 Prozent geschätzt worden. Die Berichterstattung bewirkte, dass sich Frauen weltweit vermehrt für Brust-Diagnostik und genetische Beratung interessierten (Jolie-Effekt).
Am 24. März 2015 veröffentlichte Jolie unter dem Titel Diary of a Surgery einen weiteren Gastbeitrag in der New York Times, in dem sie mitteilte, dass sie sich inzwischen auch einer prophylaktischen Entfernung beider Eierstöcke und der Eileiter unterzogen habe.
Nachdem Pitts Managerin im April 2012 bereits die Verlobung des Paares bekanntgegeben hatte, heirateten Jolie und Pitt am 23. August 2014 auf ihrem Weingut Château Miraval an der Côte d’Azur im Beisein von Familie und Freunden. Ihr bürgerlicher Name lautet seit der Eheschließung Jolie Pitt.
Zur Hochzeit schenkte sie Pitt die Schreibmaschine von Ernest Hemingway im Wert von 250.000 US-Dollar. Nach zweijähriger Ehe reichte Jolie im September 2016 die Scheidung von Pitt ein. Aufgrund von Rechtsstreitigkeiten, die sich über acht Jahre hingezogen hatten, erfolgte die Scheidung jedoch erst Ende 2024.
Jolie hat mindestens 20 Tätowierungen (Stand: Februar 2016). Darunter befindet sich ein traditionelles Khmer-Tattoo, das Unglück und Unfälle abwenden soll, ein Ausspruch von Tennessee Williams „A prayer for the wild at heart, kept in cages“, ein zwölf Zoll (30,5 cm) großer Tiger und die geographischen Koordinaten der Geburtsorte von Brad Pitt und ihren Kindern.
Sie ließ verschiedene Tätowierungen entfernen, darunter auch den Schriftzug Billy Bob, den Vornamen ihres zweiten Ehemanns.

## Medienpräsenz
Jolie ist heute eine der bekanntesten Persönlichkeiten weltweit. Laut Q-Score-Index von Marketing Evaluations Inc. kannten Jolie nach ihrem Oscargewinn 31 Prozent der Befragten in den Vereinigten Staaten im Jahr 2000, 2006 war sie bereits für 81 Prozent aller US-Amerikaner ein Begriff. In einer globalen Studie auf 42 internationalen Märkten von ACNielsen aus dem Jahr 2006 wurde Jolie zusammen mit Brad Pitt zur weltweit bevorzugten Werbeträgerin für Marken und Produkte ermittelt.
Daneben wurde Jolie 2006 und 2008 von Time in deren jährliche Liste der 100 einflussreichsten Personen der Welt aufgenommen. Vom US-Wirtschaftsmagazin Forbes wurde Jolie auf der sogenannten „Celebrity 100“, einer Rangliste der einflussreichsten Prominenten, 2006 auf Position 35 und 2007 auf Rang 14 geführt.
Im Februar 2007 wurde sie im Rahmen der britischen Fernsehshow The 100 Greatest Sex Symbols vor Elvis Presley und Marilyn Monroe zum größten Sexsymbol aller Zeiten gewählt. 2008 wählten die Leser der deutschen FHM Jolie auf einer Liste der 100 schönsten Frauen auf Platz 12.
2008 zählte Jolie laut Forbes Magazine zu den am besten verdienenden Schauspielerinnen in Hollywood. Zwischen Juni 2007 und Juni 2008 erhielt sie Gagen in Höhe von 14 Millionen US-Dollar.
2011 hatte sie in einem neuerlichen Forbes-Ranking die Spitzenposition durch ihr Mitwirken in Salt und The Tourist (30 Millionen US-Dollar) gemeinsam mit Sarah Jessica Parker inne.
Das Ausmaß der Berichterstattung über Jolie wird auch daran deutlich, dass sie zwischen Mai 2011 und Mai 2012 auf den Titelblättern von mindestens 78 Zeitschriften zu sehen war.

## Filmografie (Auswahl)
Schauspielerin
- 1982: Zwei in der Tinte (Lookin’ to Get Out)
- 1993: Angela & Viril (Kurzfilm)
- 1993: Alice & Viril (Kurzfilm)
- 1993: Cyborg 2
- 1995: Without Evidence
- 1995: Hackers – Im Netz des FBI (Hackers)
- 1996: Liebe und andere … (Love Is All There Is)
- 1996: Foxfire – Girls ohne Gnade (Foxfire)
- 1996: Nichts als Trouble mit den Frauen (Mojave Moon / Desert Affairs)
- 1997: Playing God
- 1997: Western Ladies – Ihr Leben ist die Hölle (True Women, Fernsehfilm)
- 1997: Wallace (George Wallace, Fernsehfilm)
- 1998: Gia – Preis der Schönheit (Gia, Fernsehfilm)
- 1998: Hell’s Kitchen – Vorhof zur Hölle (Hell’s Kitchen)
- 1998: Leben und lieben in L.A. (Playing by Heart)
- 1999: Turbulenzen – und andere Katastrophen (Pushing Tin)
- 1999: Der Knochenjäger (The Bone Collector)
- 1999: Durchgeknallt (Girl, Interrupted)
- 2000: Nur noch 60 Sekunden (Gone in Sixty Seconds)
- 2001: Lara Croft: Tomb Raider
- 2001: Original Sin
- 2002: Leben oder so ähnlich (Life or Something Like It)
- 2003: Jenseits aller Grenzen (Beyond Borders)
- 2003: Lara Croft: Tomb Raider – Die Wiege des Lebens (Lara Croft Tomb Raider: The Cradle of Life)
- 2004: Taking Lives – Für Dein Leben würde er töten (Taking Lives)
- 2004: Sky Captain and the World of Tomorrow
- 2004: The Fever (Fernsehfilm)
- 2004: Alexander
- 2005: Mr. & Mrs. Smith
- 2006: Der gute Hirte (The Good Shepherd)
- 2007: Ein mutiger Weg (A Mighty Heart)
- 2007: Die Legende von Beowulf (Beowulf)
- 2008: Wanted
- 2008: Der fremde Sohn (Changeling)
- 2010: Salt
- 2010: The Tourist
- 2014: Maleficent – Die dunkle Fee (Maleficent)
- 2015: By the Sea
- 2019: Maleficent: Mächte der Finsternis (Maleficent: Mistress of Evil)
- 2020: Die Magie der Träume (Come Away)
- 2020: Der einzig wahre Ivan (The One and Only Ivan, Stimme von Stella)
- 2021: They Want Me Dead (Those Who Wish Me Dead)
- 2021: Eternals
- 2024: Maria

Die deutsche Synchronstimme von Jolie ist seit dem Jahr 2000 bis auf wenige Ausnahmen Claudia Urbschat-Mingues.
Regisseurin
- 2007: A Place in Time (Dokumentation)
- 2011: In the Land of Blood and Honey
- 2014: Unbroken
- 2015: By the Sea
- 2017: Der weite Weg der Hoffnung (First They Killed My Father: A Daughter of Cambodia Remembers)
- 2024: Without Blood

Drehbuchautorin
- 2011: In the Land of Blood and Honey
- 2015: By the Sea

Produzentin
- 2005: Lovesick
- 2005: A Moment in The World
- 2011: In the Land of Blood and Honey
- 2014: Unbroken
- 2015: By the Sea
- 2017: Der weite Weg der Hoffnung (First They Killed My Father: A Daughter of Cambodia Remembers)
- 2019: Maleficent: Mächte der Finsternis (Maleficent: Mistress of Evil)
- 2024: Without Blood

Synchronsprecherin
- 2004: Große Haie – Kleine Fische (Shark Tale)
- 2008: Kung Fu Panda
- 2011: Kung Fu Panda 2
- 2016: Kung Fu Panda 3

Musikvideos
- 1991: Stand By My Woman von Lenny Kravitz
- 1991: Alta Marea (Don’t Dream It’s Over) von Antonello Venditti
- 1993: Rock and Roll Dreams Come Through von Meat Loaf
- 1997: Anybody Seen My Baby? von The Rolling Stones
- 2001: Elevation von U2
- 2003: Did My Time von Korn

## Auszeichnungen (Auswahl)

### Auszeichnungen für ihre Leistungen als Schauspielerin
Academy Award of Merit („Oscar“)
- 2000: Auszeichnung als Beste Nebendarstellerin für Durchgeknallt
- 2009: Nominierung als Beste Hauptdarstellerin für Der fremde Sohn

British Academy Film Award
- 2009: Nominierung als beste Hauptdarstellerin für Der fremde Sohn

Emmy Award
- 1998: Nominierung als beste Hauptdarstellerin in einer Miniserie oder einem Fernsehfilm für Gia – Preis der Schönheit
- 1998: Nominierung als beste Hauptdarstellerin in einer Miniserie oder einem Fernsehfilm für Wallace

Golden Globe Award
- 1998: Auszeichnung als beste Hauptdarstellerin in einem Fernsehfilm für Wallace
- 1999: Auszeichnung als beste Hauptdarstellerin in einem Fernsehfilm für Gia – Preis der Schönheit
- 2000: Auszeichnung als Beste Nebendarstellerin für Durchgeknallt
- 2008: Nominierung als Beste Hauptdarstellerin in einem Drama für Ein mutiger Weg
- 2009: Nominierung als beste Hauptdarstellerin in einem Drama für Der fremde Sohn
- 2011: Nominierung als Beste Hauptdarstellerin in einer Komödie oder einem Musical für The Tourist
- 2025: Nominierung als beste Hauptdarstellerin in einem Drama für Maria

Nickelodeon Kids’ Choice Awards
- 2015: Auszeichnung als Favorite Villain für Maleficent

National Board of Review Award
- 1998: Auszeichnung als beste Nachwuchsdarstellerin für Leben und lieben in L.A.

Screen Actors Guild Award
- 1999: Auszeichnung als beste Hauptdarstellerin in einem Fernsehfilm für Gia – Preis der Schönheit
- 2000: Auszeichnung als beste Nebendarstellerin für Durchgeknallt
- 2008: Nominierung als beste Hauptdarstellerin für Ein mutiger Weg
- 2009: Nominierung als beste Hauptdarstellerin für Der fremde Sohn

Negativpreise
- 2002: Nominierung für die Goldene Himbeere als schlechteste Schauspielerin für Lara Croft: Tomb Raider und Original Sin
- 2003: Nominierung für die Goldene Himbeere als schlechteste Schauspielerin für Leben oder so ähnlich
- 2004: Nominierung für die Goldene Himbeere als schlechteste Schauspielerin für Jenseits aller Grenzen und Lara Croft: Tomb Raider – Die Wiege des Lebens
- 2005: Nominierung für die Goldene Himbeere als schlechteste Schauspielerin für Alexander und Taking Lives – Für Dein Leben würde er töten
- 2005: Nominierung als größte Verliererin in den ersten 25 Jahren der Verleihung der Goldenen Himbeere

### Auszeichnungen als Regisseurin und Drehbuchautorin
Hollywood Film Award
- 2017: Auszeichnung mit dem Hollywood Foreign Language Film Award für Der weite Weg der Hoffnung, gemeinsam mit Loung Ung[97]

### Auszeichnungen für ihr humanitäres Engagement
- 2003: (Sergio Vieira de Mello) Citizen of the World Award des Verbandes der UNO-Korrespondenten
- 2005: Global Humanitarian Award der United Nations Association of the USA (UNA-USA) und des Business Council for the United Nations
- 2005: Verleihung der kambodschanischen Staatsbürgerschaft
- 2007: Freedom Award des International Rescue Committee
- 2012: Ernennung zur Ehrenbürgerin der Stadt Sarajevo
- 2014: Jean Hersholt Humanitarian Award (verliehen bei den Governors Awards am 16. November 2013 in Los Angeles)[98]
- 2014: Ernennung zur Honorary Dame Commander des Order of St. Michael and St. George (DCMG) durch Königin Elisabeth II.